# 1827 Infernal Musical
1827 – Infernal Musical es un musical de heavy metal, que se llevó a cabo por primera vez en Turku el 21 de enero de 2011. La temática del musical es el gran incendio que arrasó Turku en 1827, contiene abundantes canciones en heavy metal de bandas como Black Sabbath, Metallica, Iron Maiden, Helloween, Manowar así como otros grupos finlandeses, como Lordi y HIM.
La obra fue dirigida por Juha-Pekka Mikkola y el escritor Mike Pohjola. La idea original se basó en la historia del cuento y el norte, inventado por Mikkola para el musical. La presentación se produjo en el teatro de Turku, como parte del Festival de cultura de Turku de 2011. El musical se llevó a cabo casi en su totalidad en Turku. El trabajo de coreografía lo llevó a cabo Mikko Kaikkonen mientras que el director de orquesta fue Jonás Lukala. El vestuario se llevó a cabo por Tytti Mulo, el diseño de iluminación por Antti Niitemaa y los efectos piroténicos por la empresa Pyroman oy.
En la obra se presenta el trágico suceso del incencio de Turku, con famosos personajes históricos como Maria Vass, el arzobispo Jakob Tengström, Fredrika Runeberg, Paavo Ruotsalainen y el gobernador general de Finlandia Arseny Zakrevsky. La obra también trata el tema de la virilidad, y los modelos de varias mujeres.